# 愛知県道71号名古屋西港線

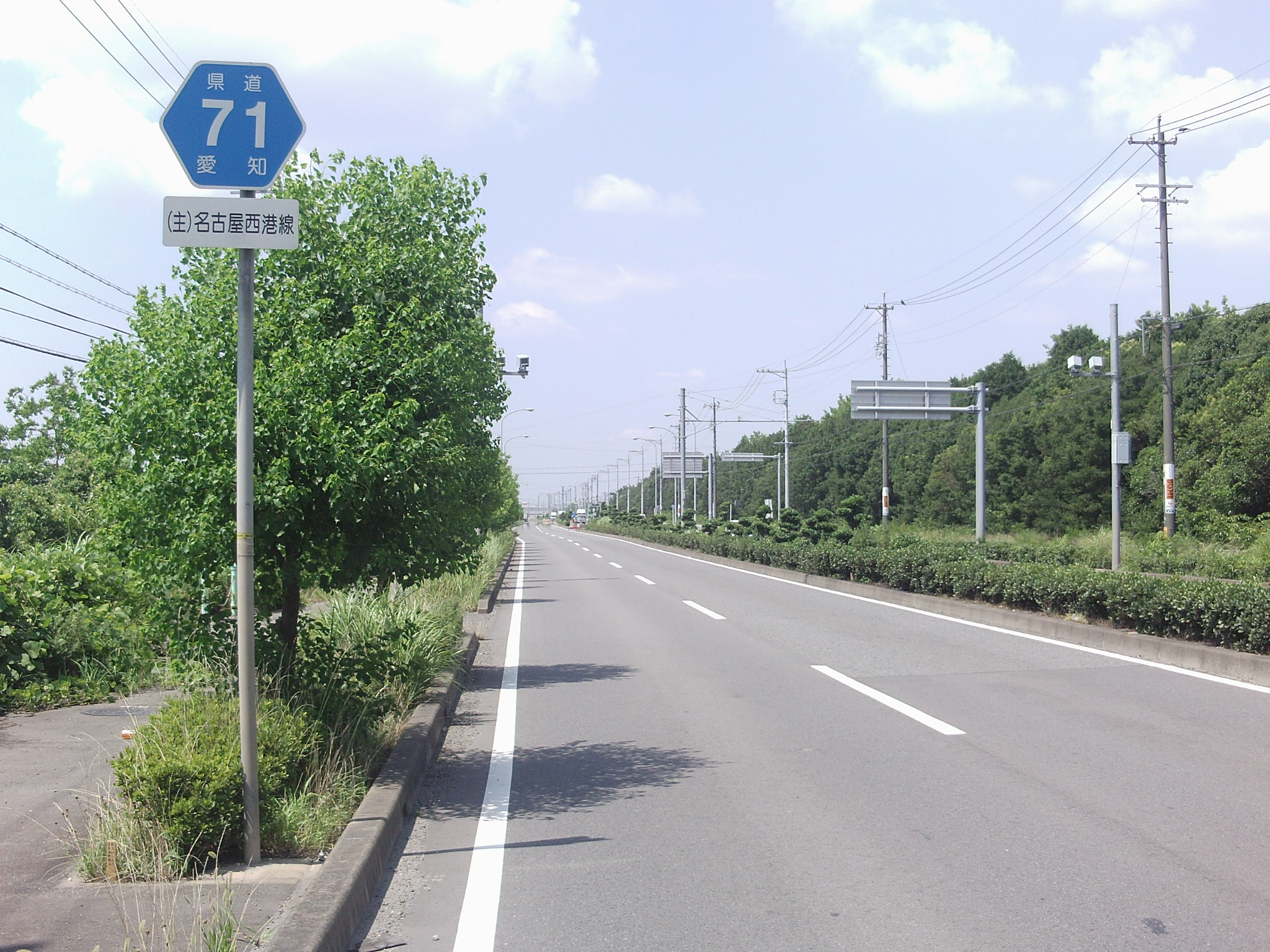
埋立地に立地する港の物流関係施設を往来する大型貨物･トレーラーが多く通行する。（愛知県海部郡 飛島村）

愛知県道71号名古屋西港線（あいちけんどう71ごう なごやにしこうせん）は、名古屋港と愛知県弥富市稲荷を結ぶ県道（主要地方道）である。

## 概要
起点、国道302号（名古屋環状2号線）交点の桜木大橋北交差点から鍋田交差点までは伊勢湾岸自動車道の側道として西進し、鍋田交差点以降は北進して「西尾張中央道」の延長に相当する区間を通り、国道23号（名四国道）の稲荷西交差点までの路線である。

### 路線データ
- 起点：名古屋港
- 終点：愛知県弥富市稲荷

## 歴史
- 1970年2月2日：認定
- 1976年4月1日：主要地方道に指定。
- 1977年2月28日：県道番号を71に変更。

## 路線状況

### 別名
- 西尾張中央道（弥富市、鍋田交差点から稲荷西交差点までの間）

## 地理

### 通過する自治体
- 愛知県
  - 海部郡飛島村 - 弥富市

### 交差する道路
- 国道302号（名古屋環状2号線）（桜木大橋北交差点）
- 伊勢湾岸自動車道（飛島インターチェンジ・湾岸弥富インターチェンジ）
- 愛知県道103号境政成新田蟹江線（鍋田交差点から西末広交差点で重複、操出交差点）
- 国道23号（名四国道）（稲荷西交差点、オーバーパス有り）
- 愛知県道66号蟹江飛島線（西尾張中央道）（稲荷西交差点、継承）

### 周辺
- 名古屋港西部木材港
- 弥富野鳥園
- 愛知県競馬組合 名古屋競馬場（旧:弥富トレーニングセンター）・名古屋競馬場外向発売所（旧:場外発売所 サンアール弥富）
- NHK名古屋放送局鍋田ラジオ送信所